# Clube Esportivo Passense de Futebol e Cultura
Clube Esportivo Passense de Futebol e Cultura – brazylijski klub piłkarski z siedzibą w mieście Passos leżącym w stanie Minas Gerais.

## Historia
Klub założony został 23 stycznia 2001.